# 普氏深海擬三棘魨
普氏深海擬三棘魨，為輻鰭魚綱魨形目擬三刺魨亞目擬三棘魨科的其中一種，為深海魚類，分布於中太平洋法屬波里尼西亞海域，棲息深度108-500公尺，體長可達11.9公分，生活習性不明。